# Rusip (Rusip Antara)
Rusip is een bestuurslaag in het regentschap Aceh Tengah van de provincie Atjeh, Indonesië. Rusip telt 612 inwoners (volkstelling 2010).